# Baobaballee

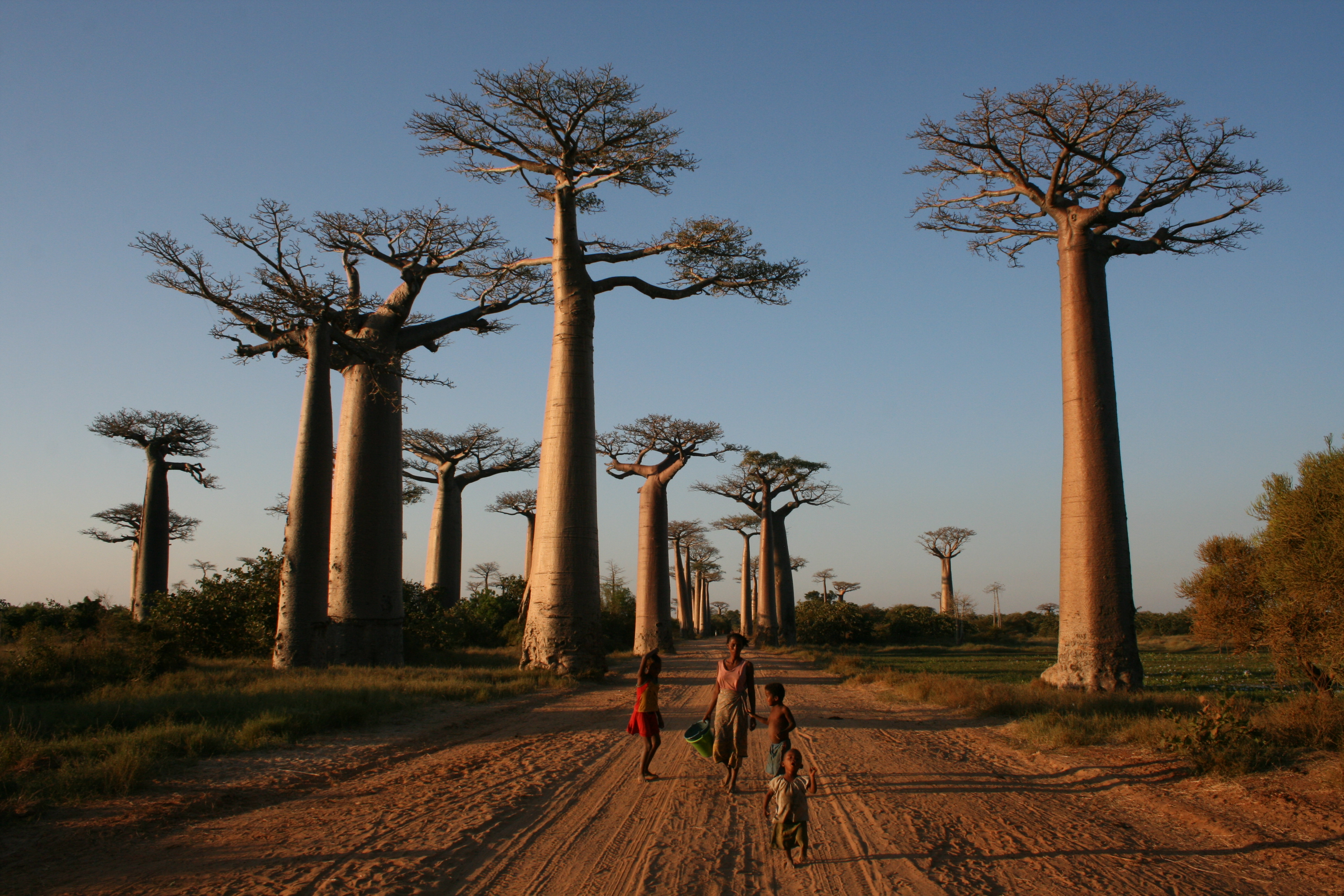
Einheimische Fußgänger auf der Affenbrotbaumallee

Die Baobaballee (französisch Allée des baobabs, englisch Avenue of the Baobabs), selten auch Affenbrotbaumallee, ist eine auffällige Gruppe von Affenbrotbäumen an der unbefestigten Straße von Morondava nach Belo sur Tsiribihina in der Region Menabe im westlichen Madagaskar. Die ungewöhnliche Landschaft zieht Reisende aus vielen Ländern an, so dass sie zu einer der wichtigsten Sehenswürdigkeiten der Region wurde.

## Bäume

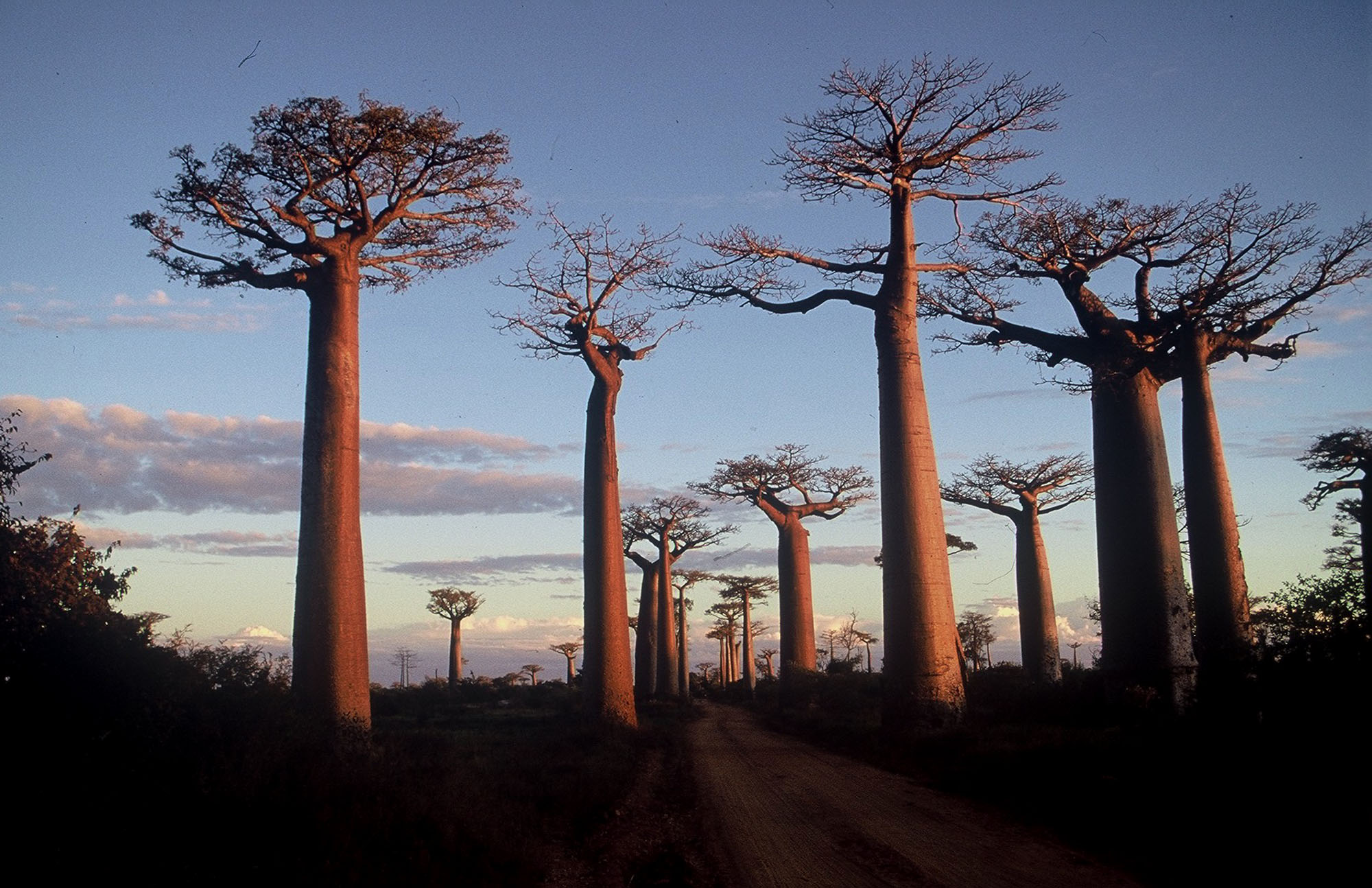
Die Affenbrotbaumallee mit Affenbrotbäumen der Art Adansonia grandidieri

Als Baobaballee wird ein etwa 260 m langer Straßenabschnitt bezeichnet, an dem 20 bis 25 jeweils etwa 30 m hohe Affenbrotbäume der Art Adansonia grandidieri stehen. Etwa 20 bis 25 weitere Exemplare dieser Art wachsen in nahegelegenen Reisfeldern und Wiesen.
Die bis zu 800 Jahre alten Affenbrotbäume, die von den Einheimischen renala (Malagasy, deutsch: „Mutter des Waldes“) genannt werden, sind ein Überbleibsel der tropischen Regenwälder, die es einst auf Madagaskar gegeben hat. Die Bäume standen ursprünglich nicht vereinzelt in der Buschlandschaft, sondern waren von dichtem Wald umgeben. Über die Jahre wurden die anderen Bäume gefällt, um Felder für den Ackerbau anzulegen, während die Affenbrotbäume von den Einheimischen aus Respekt verschont wurden, auch weil sie eine gute Quelle für Nahrung und Baumaterial bieten.
Etwa sieben Kilometer weiter nordwestlich stehen zwei Affenbrotbäume der Art Adansonia za, die ineinander verschlungen sind und Baobab Amoureux genannt werden. Der Legende nach traf sich ein Liebespaar vor Jahrhunderten und wuchs zusammen auf. Es wurde in Affenbrotbäume verwandelt, weil die Liebe des jungen Mannes und der jungen Frau aus dem Nachbardorf nicht ausgelebt werden konnte, da beide schon einem anderen Ehepartner versprochen worden waren, so dass sie unabhängig voneinander in ihren jeweiligen Dörfern heiraten mussten. Dennoch träumte das verhinderte Paar von einem gemeinsamen unendlichen Leben und davon, ein gemeinsames Kind zu haben. Sie fragten im Geheimen einen Gott um Rat. Die beiden Affenbrotbäume entstanden und leben nun in Ewigkeit, wie es sich das Paar erwünscht hatte.

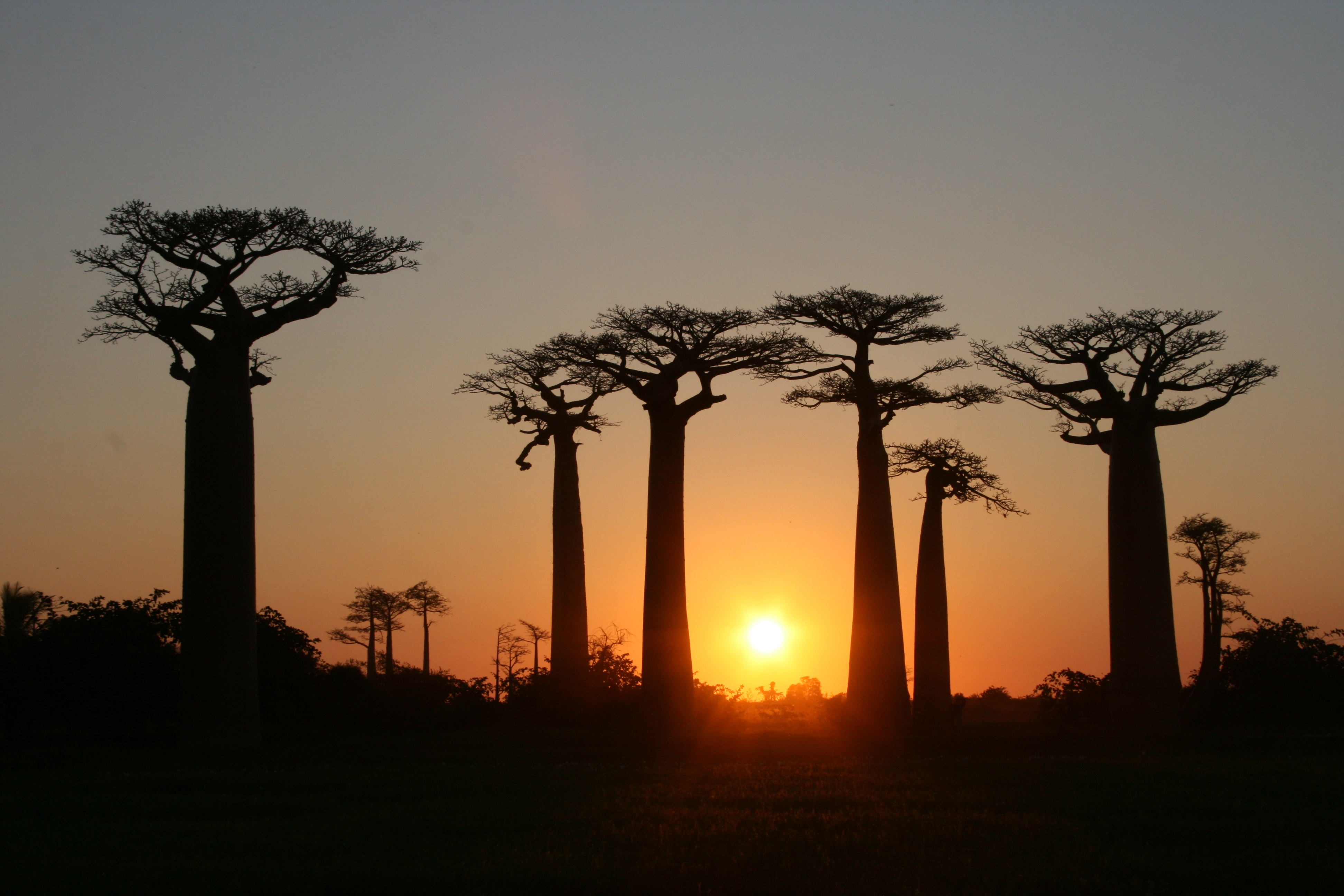
Sonnenuntergang an der Affenbrotbaumallee

Die Baobaballee liegt im Fokus der lokalen Naturschutzaktivitäten. Sie wurde 2007 vom madagassischen Ministerium für Umwelt, Wasser und Wald vorübergehend unter Naturschutz gestellt als erster Schritt auf dem Weg, das erste Naturdenkmal in Madagaskar zu werden.
Das Gebiet ist jedoch noch kein Nationalpark. Daher sind die Bäume durch die ringsum fortschreitende Abholzung und durch die Abwässer von nahegelegenen Reisfeldern und Rohrzuckerplantagen sowie durch gelegentliche Buschfeuer und Waldbrände gefährdet. Obwohl die Bäume als Touristenziel beliebt sind, gibt es kein Besucherzentrum und keine Eintrittsgebühren, so dass die Einheimischen nur wenig Einkommen durch sie erzielen. Die gemeinnützige Organisation Conservation International hat in Partnerschaft mit der lokalen Nichtregierungsorganisation Fanamby ein Ökotourismus-Projekt ins Leben gerufen, das darauf abzielt, die Bäume der Region zu erhalten und die ökonomische Situation der Ortsansässigen zu verbessern.